# 蔡阿信
蔡 阿信（さい あしん、1899年 - 1990年3月5日）は、台湾人初の女医。台湾女性史において大きく取り上げられる。